# Herneite
Herneite foi uma rainha consorte do Antigo Egito da I dinastia.

## Biografia
Não é conhecido quem eram os parentes de Herneite. Ela é pensado ser uma rainha de Quenquenés mas não há evidências conclusivas. Tyldesley sugere Herneite como uma possível mãe de Usafedo, mas é mais comumente pensado que Merneite é sua mãe.
Grajetzki menciona que mesmo embora Herneite é conhecida da tumba de sua tumba em Sacará e seu nome é encontrado junto com signos que pode referir-se para sua função como rainha, confiança nesta interpretação da informação tem comprovado dificuldade. Se a interpretação está correta, Herneite pode ter mantido o título de "A Primeira" e "Consorte de Dois Senhores".
Uma grande tumba de Sacará (tumba S3507) é pensado pertencer a Herneite. Inscrições em vasos encontrados na tumba mencionam o rei Quenquenés, o rei Usafedo e o rei Bienequés. A tumba é uma mastaba de tijolos de barro. Contudo, uma pirâmide como túmulo foi encontrada Usafedotro da estrutura, coberta com tijolos. Esta combinação de mastaba e sepultura em forma de monte representam a combinação da arquitetura tumular do Norte (mastaba) e Sul (sepultura em forma de monte).